# Agenda 2000
Agenda 2000 är en handlingsplan och ett åtgärdsprogram som Europeiska kommissionen antog den 15 juli 1997  för att stabilisera unionen inför utvidgningen. 
Upprinnelsen till Agenda 2000 var en förfrågan från Europeiska rådet om hur Europeiska unionen skulle reformeras och förberedas för utvidgning. Under arbetet med programmet var målet att det skulle täcka in såväl att hela EU tillsammans skulle lösa gemensamma frågor på ändamålsenliga sätt, samt att förbereda för utvidgning.
De tre centrala frågorna som Agenda 2000 syftar till att lösa är
- Modernisera den europeiska jordbruksmodellen
- Minska klyftorna mellan regionerna när det gäller välstånd och ekonomiska framtidsutsikter
- Uppfylla fastställda prioriteraingar och endast tillåta mycket små ökningar i budgertinkomsterna fram till 2006[2][3]

Själva handlingsprogrammet Agenda 2000 är uppdelat i tre delar. Den första delen handlar främst om hur jordbruks- och ekonomisk politik ska reformeras och utvecklas. Den andra delen behandlar anslutningen av nya länder och möjligheten till partnerskap och gemenskapsprogram. Den tredje och sista delen behandlar möjliga konsekvenser av utvidgningen, främst med fokus på politiska konsekvenser. De tre centrala frågorna delas alla upp i delmål och metoder för att lösa de olika utmaningar som finns inom området i flera steg.
Under 1999 påbörjades det konkreta arbetet med att möta politiska, ekonomiska och säkerhetsmässiga utmaningar genom bland annat nya lagar som att euron infördes i många länder då EMU skapades och att Amsterdamfördraget trädde i kraft. Före mitten av 1999 hade de viktigaste punkterna i Agenda 2000 genomförts/beslutats om/påbörjats, trots att flera frågor var såväl svåra som kontroversiella. Det var främst jordbruksreformerna som möttes av hård kritik från medlemsländer som tjänade mer på tidigare strukturer. 
Utvidgningen skedde som planerat och 2004 fick EU tio nya medlemsstater och ytterligare två 2007.